# La Roquille
La Roquille is een gemeente in het Franse departement Gironde (regio Nouvelle-Aquitaine) en telt 294 inwoners (2004). De plaats maakt deel uit van het arrondissement Libourne.

## Geografie
De oppervlakte van La Roquille bedraagt 6,6 km², de bevolkingsdichtheid is 44,5 inwoners per km².
De onderstaande kaart toont de ligging van La Roquille met de belangrijkste infrastructuur en aangrenzende gemeenten.

## Demografie
Onderstaande figuur toont het verloop van het inwonertal (bron: INSEE-tellingen).